# 勝利廣島車隊
勝利廣島車隊（Victoire Hiroshima）是一隊總部設於日本的亞洲洲際單車隊。

## 2020年車手名單
|      | 車手     | 出生日期       |
| ---- | -------- | -------------- |
| 日本 | 藤岡克磨 | 1991年3月15日  |
| 日本 | 原田裕成 | 1993年8月11日  |
| 日本 | 平林楓輝 | 1997年9月30日  |
| 日本 | 桂慶浩   | 1995年11月7日  |
| 日本 | 小山貴大 | 1996年11月28日 |
| 日本 | 真鍋諒太 | 2000年2月28日  |

|      | 車手     | 出生日期      |
| ---- | -------- | ------------- |
| 日本 | 中川智   | 1979年3月21日 |
| 日本 | 西田優大 | 1997年9月19日 |
| 日本 | 大塚航   | 1986年6月23日 |
| 日本 | 白川幸希 | 1997年5月15日 |
| 日本 | 富尾大地 | 1997年1月22日 |

## 外部連結
- 官方網站 （页面存档备份，存于）
- 勝利廣島車隊 (procyclingstats.com) （页面存档备份，存于）